# Jonava
Jonava är en av de äldsta städerna i centrala Litauen och ligger vid floden Neris. Staden hade 29 353 innevånare 2014.

## Sport
- FK Jonava

## Vänorter
Jonavas vänorter:
- Děčín, Tjeckien
- Bagrationovsk, Ryssland
- Jõgeva, Estland
- Kędzierzyn-Koźle, Polen
- Polotsk, Vitryssland
- Pucioasa, Rumänien
- Riihimäki, Finland